# Hódmezővásárhelyi árvédelmi fal
A hódmezővásárhelyi árvédelmi fal („Kőfal”) a Hódmezővásárhelyt körülvevő árvédelmi töltés 3006 méter hosszú téglával burkolt szakasza, városképi jelentőségű műemlék.

## Története
Az 1876. évi árvízkor merült fel a Hódmezővásárhely körüli körtöltés kiépítésének gondolata, de az építéséhez csak az 1879-es szegedi árvíz után kezdtek hozzá. A város északi és keleti határán földből 17,5 km, a déli részen pedig téglából 3 km hosszú gátfalat emeltek. A "Kőfal" hossza 3006,2 m, vonala az egykori Hód-tó partvonalát követi, a Bocskai utcától a Tarján végéig. Építését 1879. június 4-én kezdték meg Klein Sámuel építész vállalkozásában Kovács Sándor és Sulyok Pál kőműves vállalkozók. Az építés 1881-ben fejeződött be. A téglát a Kovács-téglagyárban gyártották. A falon keresztül eredetileg összesen négy kocsi (Kaszap, Iskola, ma Szőnyi, Szentkirályi, Szegedi, ma Városház utcai) és kilenc bolthajtásos gyalogos lejárót nyitottak. A kocsilejárókat ferde támfallal képezték ki és a négyszögletes oszlopok tetején egy-egy petróleumlámpa állt vaskeretes, üvegezett tartóban. Az eredeti bolthajtásos gyalogos kapukból csak a Csillag, Száraz és Árpád utcaiak maradtak fenn. A Rózsa, az Imre József, a Hunyadi, az Árvíz, a Toldi és 2011-ben a Királyszék utcait kocsilejárókká szélesítették. 2010. július 1-jén a lejárókat kapunevekkel látták el. Ezek: Genersich kapu, Hősök kapuja, Hunyadi kapu, Kaszap Péter kapu, Királyszék kapu, Korona kapu, Nagy Imre kapu, Rózsa kapu, Szentkirályi kapu, Szerelem kapu, Toldi Miklós kapu.
A fal Bocskai és Tóalj utca alatti része évtizedeken át alig volt beépítve. Telküknek ezt a részét a háztulajdonosok konyhakertként hasznosították. Nagyon érdekes és esztétikus városkép kialakításának lehetősége hiúsult meg, amikor a terület felszabadítása helyett a teljes beépítés mellett született döntés.
A Kőfal az alföldi városok között egyedülálló látványosság, 1958 óta műemléki védelem alatt áll.

## Képek

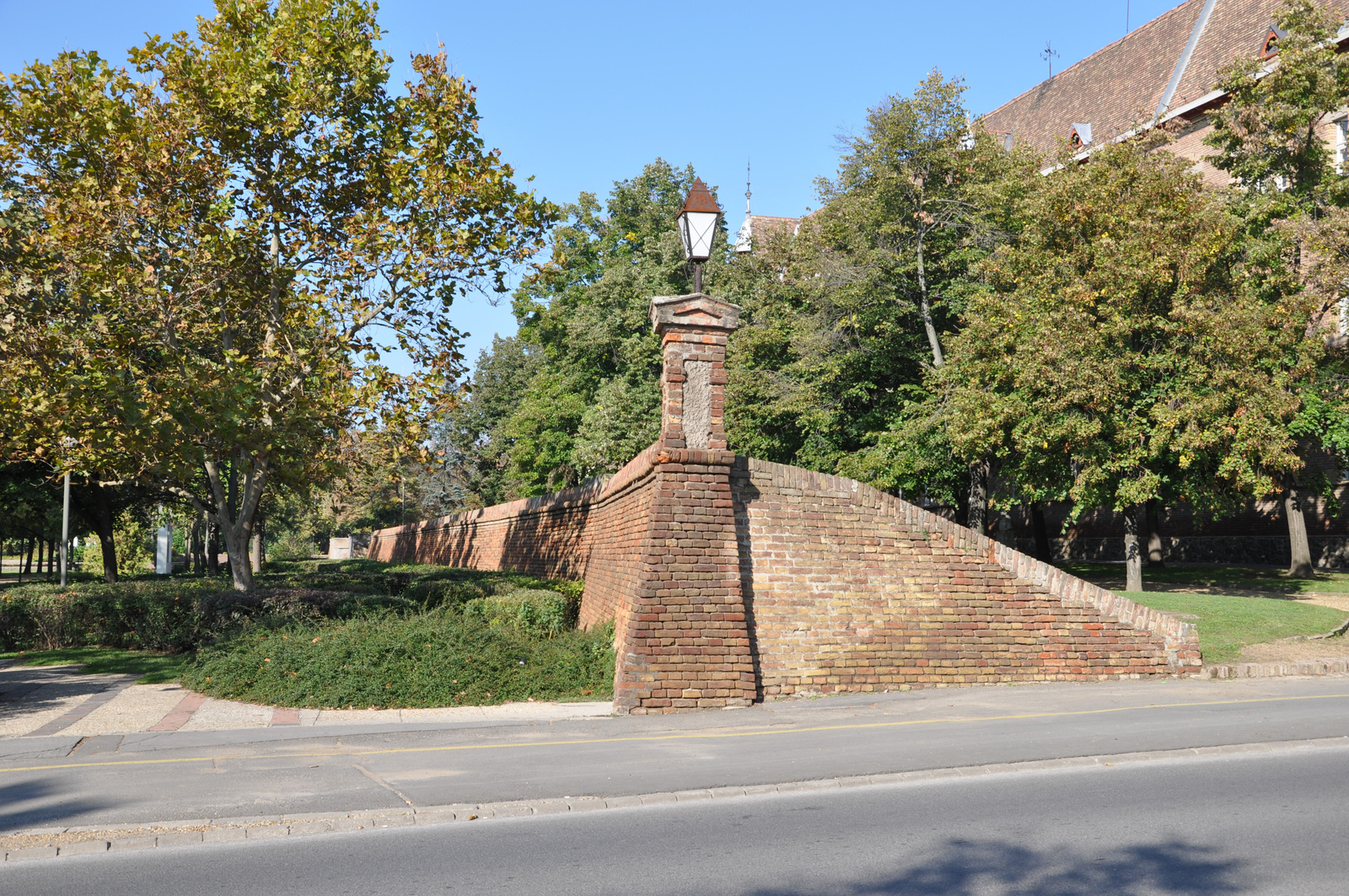
Részlet a kőfalból
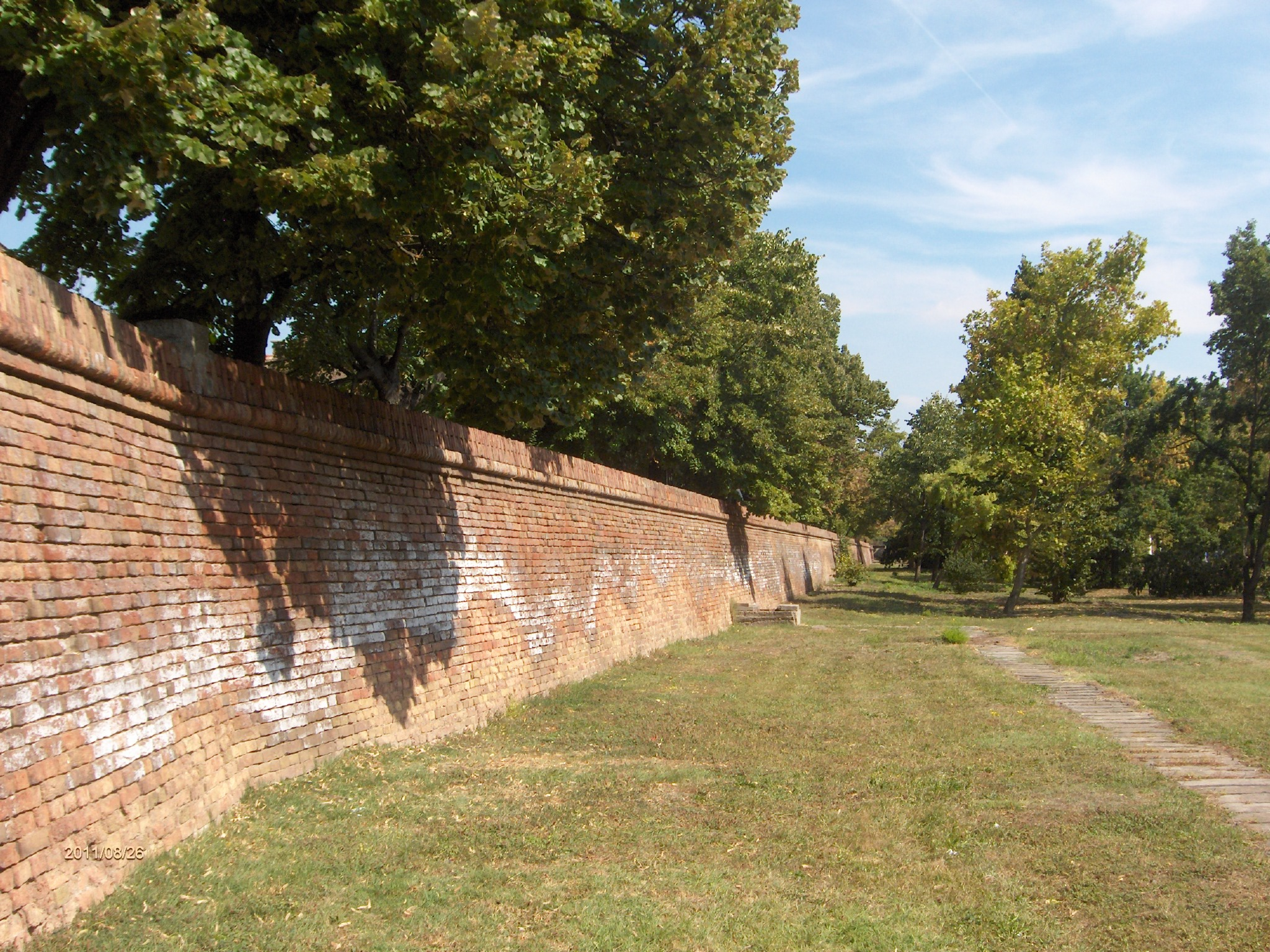
A kőfal belvárosi részlete
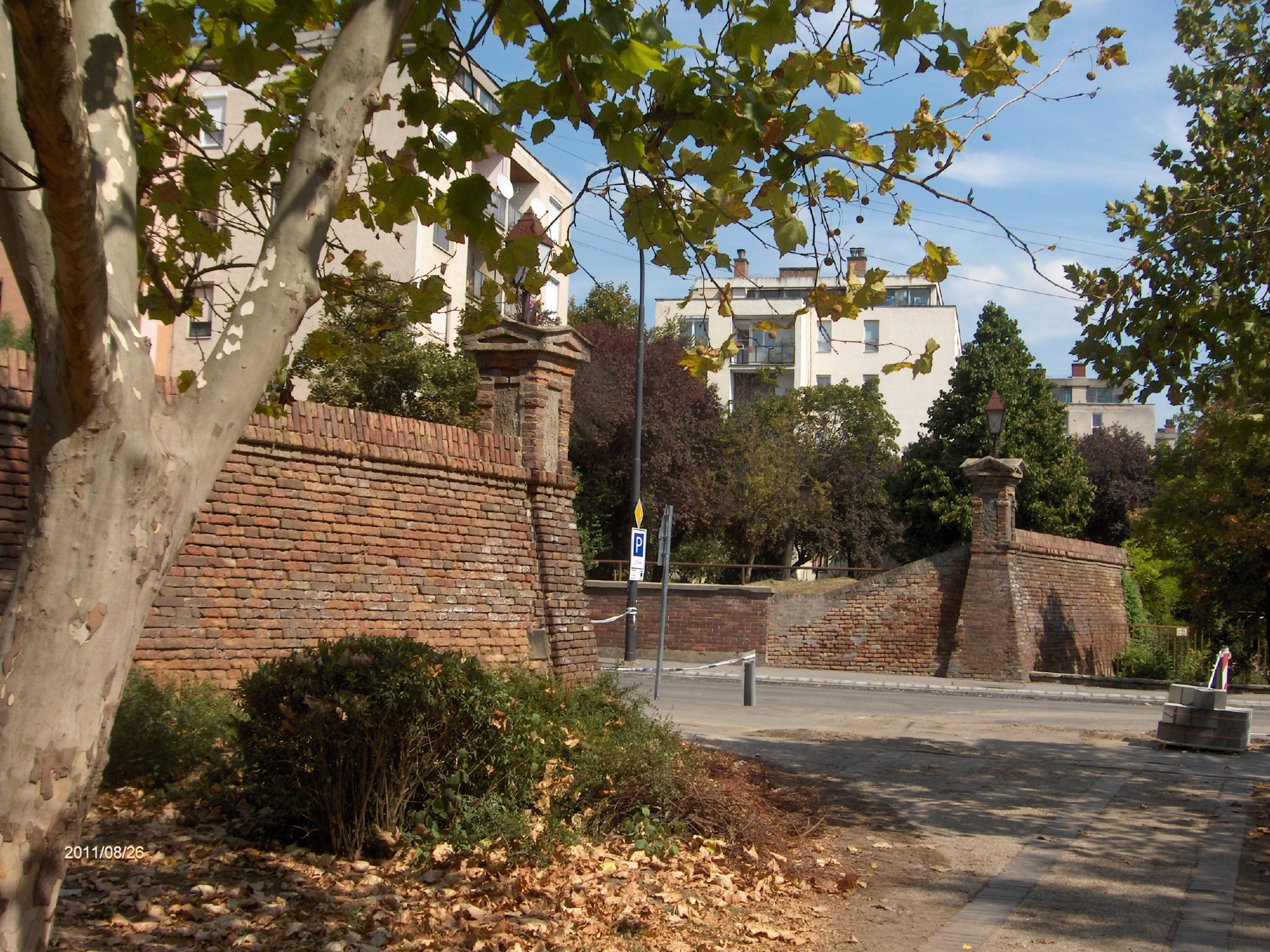
Részlet a kőfalból-kapu
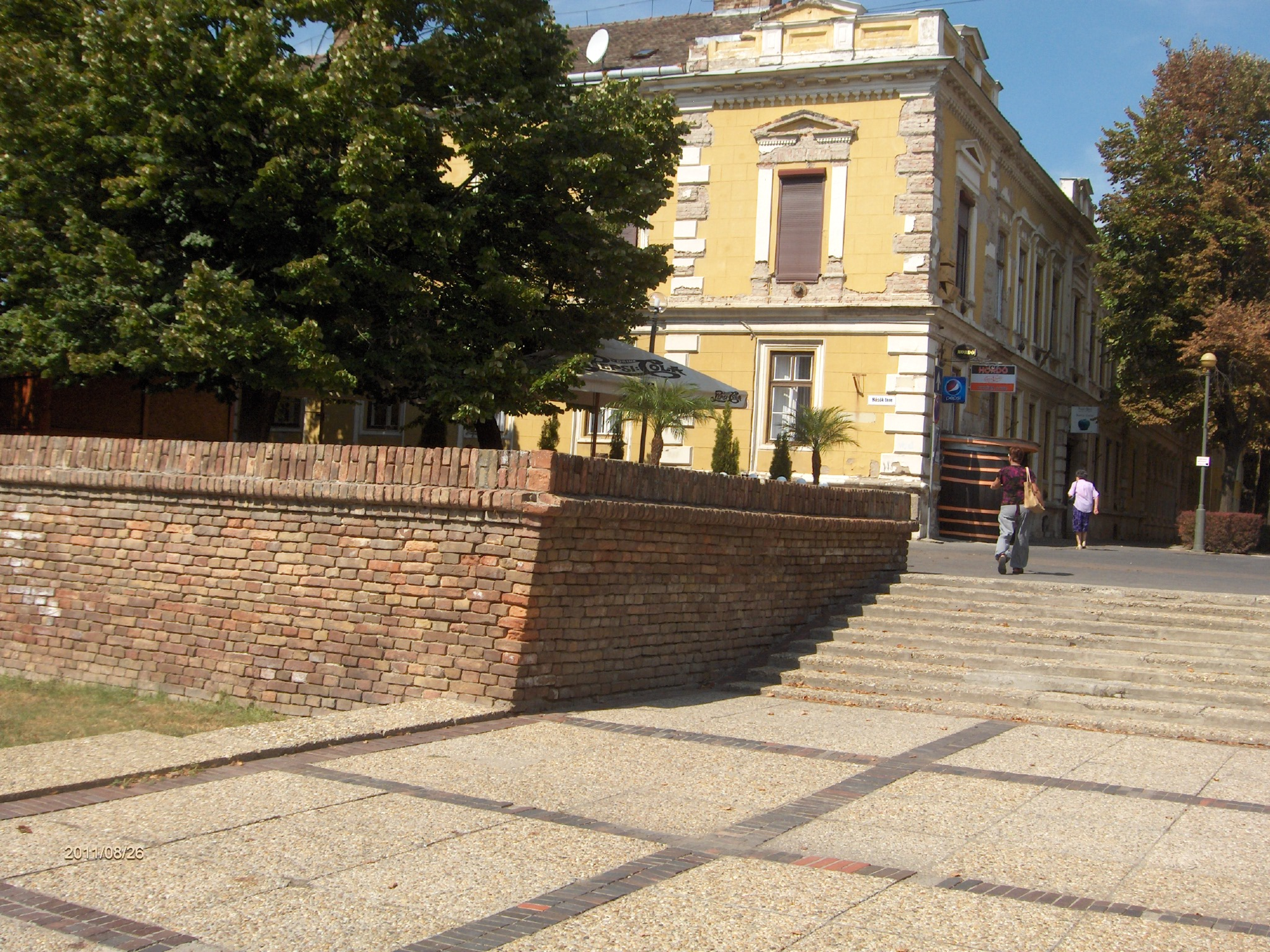
Részlet a falból belvárosban